# Слава русского оружия (памятник-фонтан)
Памятник-фонтан «Слава русского оружия» (латыш. Piemineklis-strūklaka „Krievu ieroču slava”) — находится в Даугавпилсской (Динабургской) крепости (Латвия).

## Описание
Находится в центре Комендантского сада, на круглой клумбе, огороженной прямоугольными чугунными тумбами с цепями между ними чёрного цвета. Три девятифунтовых орудия стоят на гранитном трёхгранном постаменте стволами вверх. Постамент находится в круглой чаше бассейна, в центре. На постаменте надписи на каждой грани — «Динабургъ Двинскъ 1810—1912» в дореволюционной орфографии. По краям морды зверей, из которых били струи воды падавших в чашу фонтана. Одна морда зверя повреждена/рассечена трещиной от лопнувшей трубы водопровода в мороз.

## История
Памятник-фонтан сооружён к 100-летию Отечественной войны 1812 года на собранные добровольные пожертвования гарнизона крепости от солдат и офицеров. Открыт в 1912 году (в преддверии боёв 1—3 (13—15) июля 1812 года в Мостовом прикрытии). Вскоре первоначальный облик памятника был утрачен: в 1915 году, при приближении фронта Первой мировой войны к Двинску, бронзовое навершие памятника — орёл на шаре — эвакуировано в глубь страны. Позже памятник лишился и других деталей. Сохранились фотографии памятника, сделанные в разные периоды его истории — после открытия, после эвакуации бронзовых деталей, на январь 1920 года, после войны, в советское и постсоветское время. Фотография памятника А. Ковалёва-Кривоносова помещена на конверте № 1, изготовленного по заказу Русского исторического клуба в мае 1993 года, при праздновании 160-летия освящения Динабургской крепости 21 мая/2 июня (1833—1993).
В дни Европейского наследия 8-9 сентября 2012 года предпринималась попытка восстановить памятник-фонтан: налита вода в чашу бассейна.
В рамках исторического фестиваля Динабург 1812 заложена традиция возложения цветов к фонтану, в память погибших воинов русской и французской императорских армий, было в 2019 и 2023 годах - 5 и 6 фестиваль.

## Реставрация
В ноябре 2023 года готовилась заявка/проект на восстановление фонтана на деньги ЕС.  В Комитете мэрии/магистрата поддержали эту идею.
13 сентября 2024 года начаты ремонтные работы в саду.  18 сентября демонтированы три орудия с фонтана.